# Закарпатская низменность
Закарпа́тская ни́зменность (Притисянская низменность; укр. Закарпатська низовина, Притисяньска низовина) — низменность на юго-западе Украины, северо-восточная окраина Среднедунайской равнины.
Поверхность плоская, слабо наклонённая от предгорий Карпат к юго-западу. Низменность дренируется рекой Тиса и её притоками — Боржавой, Латорицей, Ужем. Почвы преимущественно дерновые (оподзоленные и оглееные) и аллювиальные, местами лугово-болотные. Значительная часть территории распахана и занята посевами зерновых (пшеница, кукуруза) и технических культур (подсолнечник, табак), а также садами и виноградниками. Местами встречаются небольшие рощи дубово-грабовых лесов.